# Tigerente

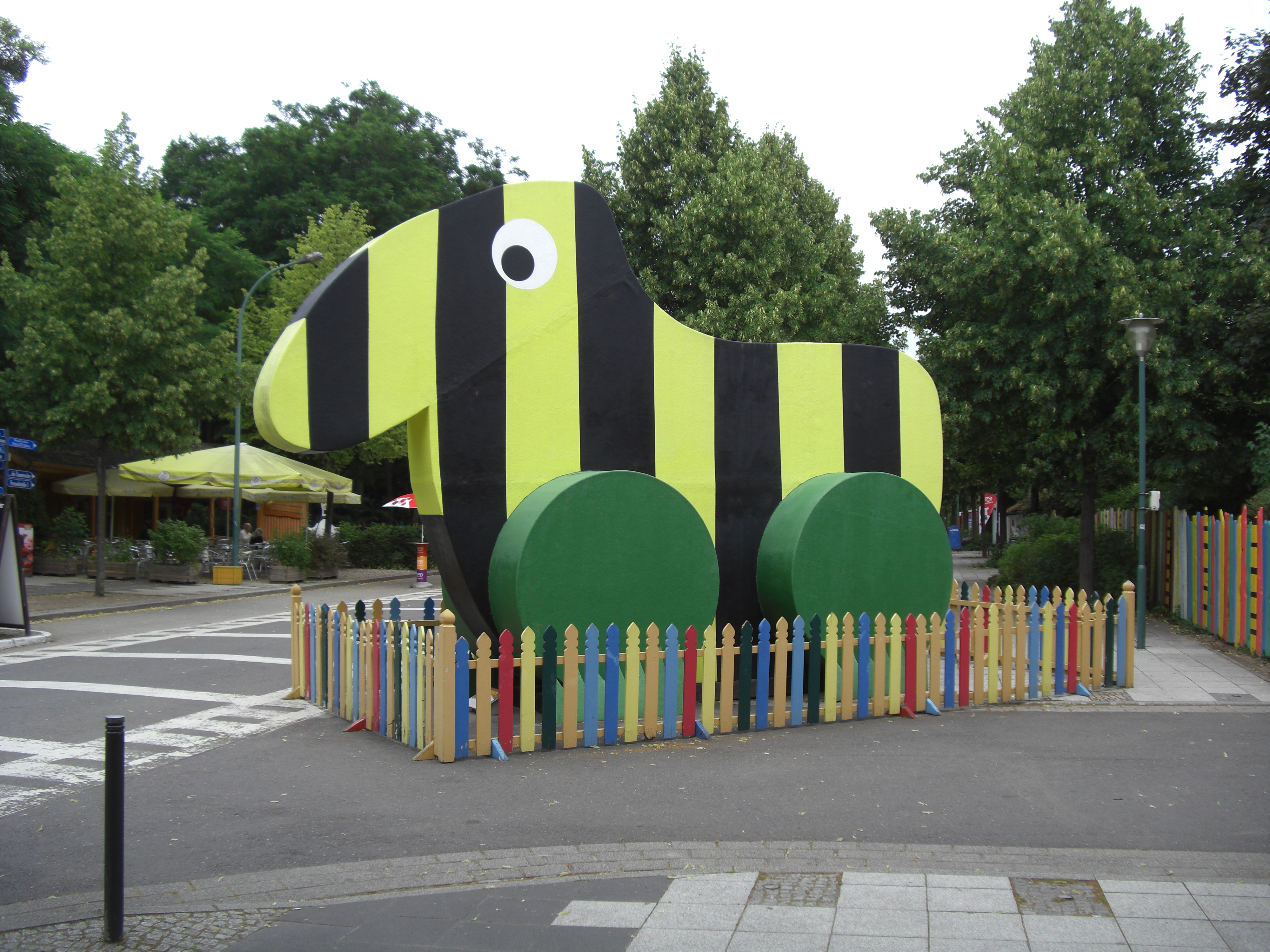
Überlebensgroße Tigerente im Filmpark Babelsberg

Die Tigerente ist eine populäre Figur des Zeichners und Künstlers Janosch, wenn auch keine Hauptfigur. Sie hatte ihren ersten Auftritt in dem Kinderbuch Oh, wie schön ist Panama, das am 15. März 1978 veröffentlicht wurde. Die Tigerente ist ein Spielzeug aus Holz, das auf Rädern rollt und an einer Schnur gezogen wird. Sie hat die Form einer Ente und besitzt ein tigerartiges Streifenmuster. Sie begleitet die anderen Figuren von Janosch – den Kleinen Tiger (dieser zieht sie hinter sich her), Günter Kastenfrosch (in Janoschs Traumstunde auch als Ulrich Kastenfrosch bekannt) und den Kleinen Bären – bei den meisten ihrer Unternehmungen.
Die Tigerente bietet besonders für Kinder eine starke Identifikation, weil sie die Merkmale „süß“, „klein“, „schutzbedürftig“ (durch Flugunfähigkeit) und „stark“ (verdeutlicht durch die Tigerstreifen) kombiniert. Es gibt sie als Merchandising-Artikel in zahlreichen Variationen. Ihr Name stand Pate für die Kindersendung Tigerenten Club (sowie deren Ableger, den Tigerenten Club Xtra und den Online-Mitmachclub Tigerenten Clubwelt) des SWR, die im ARD-Fernsehen und KiKA ausgestrahlt wird.

## Tigerentenrennen
Die Wohltätigkeitsveranstaltung Tigerentenrennen findet jährlich Ende Mai in Kassel im Bereich der Drahtbrücke an der Fulda statt. Gegen eine Teilnahmegebühr können eine oder auch mehrere schwimmende Tigerenten „adoptiert“ werden. Bis zu 12.000 mit Nummern versehene Enten nehmen dann am Rennen auf der Fulda teil. Die Enten, die die Fulda als erstes durch die Ziellinie spült, gewinnen gestiftete Sachpreise. Die Adoptionsgebühren kommen der Sozialen Hilfe e. V. in Kassel zugute, die das Geld für Obdachlose und andere Projekte einsetzt. Das Rennen wird von einem umfangreichen Rahmenprogramm am Ufer begleitet und hat jährlich etwa 8.000 Zuschauer.

## Janosch, F. K. Waechter und die Tigerente
Die Tigerente ist ursprünglich eine Idee des Künstlers F. K. Waechter, die Janosch, je nach Interview, von ihm „ausgeliehen“ oder auch „gestohlen“ hat: „Ich habe auf die Ente vom Waechter Streifen gemalt, dadurch wurde sie zu einer Tigerente“. Janosch, dessen Werk weit über 150 Bücher umfasst, hielt es für „sehr ärgerlich, dass sein künstlerisches Werk auf diese Figur reduziert wird“, hat sich aber inzwischen mit der Tigerente ausgesöhnt: „Die Tigerente steht für das Wesen des Menschen: Der Mensch ist eine Mischung aus Tiger und Ente, manchmal überwiegt eines von beiden. Nach außen ist er ein Tiger und innen eine Ente. Manche sind eine Bestie und sehen aus wie eine Ente. Er selbst ist nicht handlungsfähig, handelt nur, wenn etwas anderes ihn bewegt.“

## Varia
Die Tigerente ist Nebendarstellerin und der ständige stille Begleiter der Hauptfiguren in dem Spielfilm Oh, wie schön ist Panama. Durch ihre Beliebtheit seit Anfang der 1990er Jahre benannten sich auch Kindergärten nach ihr, z. B. in Barig-Selbenhausen und in Höhenkirchen-Siegertsbrunn.